# Neopanorpa dimidiata
Neopanorpa dimidiata är en näbbsländeart som beskrevs av Navás 1930. Neopanorpa dimidiata ingår i släktet Neopanorpa och familjen skorpionsländor. Inga underarter finns listade i Catalogue of Life.